# Louis Nazaire Bégin
Louis Nazaire Bégin (Lévis, 10 gennaio 1840 – Québec, 19 luglio 1925) è stato un cardinale e arcivescovo cattolico canadese.

## Biografia
Nacque a Lévis il 10 gennaio 1840.
Papa Pio X lo elevò al rango di cardinale nel concistoro del 25 maggio 1914.
Morì il 18 luglio 1925 all'età di 85 anni.

## Genealogia episcopale e successione apostolica
La genealogia episcopale è:
- Cardinale Scipione Rebiba
- Cardinale Giulio Antonio Santori
- Cardinale Girolamo Bernerio, O.P.
- Arcivescovo Galeazzo Sanvitale
- Cardinale Ludovico Ludovisi
- Cardinale Luigi Caetani
- Cardinale Ulderico Carpegna
- Cardinale Paluzzo Paluzzi Altieri degli Albertoni
- Papa Benedetto XIII
- Papa Benedetto XIV
- Cardinale Enrico Enriquez
- Arcivescovo Manuel Quintano Bonifaz
- Cardinale Buenaventura Córdoba Espinosa de la Cerda
- Cardinale Giuseppe Maria Doria Pamphilj
- Papa Pio VIII
- Papa Pio IX
- Arcivescovo Armand-François-Marie de Charbonnel, O.F.M.Cap.
- Arcivescovo John Joseph Lynch, C.M.
- Cardinale Elzéar-Alexandre Taschereau
- Cardinale Louis Nazaire Bégin

La successione apostolica è:
- Arcivescovo Paul Bruchési (1897)
- Vescovo François-Xavier Cloutier (1899)
- Vescovo Joseph-Simon-Herman Brunault (1899)
- Vescovo Gustave Marie Blanche, C.I.M. (1905)
- Arcivescovo Paul-Eugène Roy (1908)
- Arcivescovo Olivier Elzéar Mathieu (1911)
- Vescovo Patrice Alexandre Chiasson, C.I.M. (1917)
- Vescovo Joseph-Romuald Léonard (1920)
- Vescovo Joseph-Jean-Baptiste Hallé (1921)
- Vescovo Julien-Marie Leventoux, C.I.M. (1922)